# Cianeto de sódio
O cianeto de sódio ou comumente chamado cianureto de sódio é o composto químico com fórmula NaCN. É o sal sódico do ácido cianídrico (HCN).

## Reação química
É resultado da reação do ácido cianídrico (HCN) com o hidróxido de sódio (NaOH).
HCN + NaOH → NaCN + H2O
Trata-se de um composto sólido e incolor que hidroliza facilmente em presença de água e dióxido de carbono para dar carbonato de sódio e ácido cianídrico:
2 NaCN + H2O + CO2 → Na2CO3 + 2 HCN
Em água se dissolve com um pH básico.

## Dados físico-químicos
- Fórmula química: NaCN
- Massa molecular:  49,01 g/mol
- Ponto de fusão: 563,7 °C
- Ponto de ebulição: 1.496 °C
- Densidade: 1,60 g/ml
- Solubilidade em água a 20°C: aproximadamente 370 gramas por litro.
- Número CAS: 143-33-9

## Aplicações
O cianeto de sódio é utilizado sobretudo em mineração para extrair o ouro e a prata de seus minérios, processo mais ecologicamente seguro que o por mercúrio.

## Métodos de análise
- Com nitrato de prata forma-se um precipitado de cianeto de prata que se redissolve na presença excessiva de cianeto.
- Com uma pitada de sulfato de ferro (II) (FeSO4) se forma após acidificação, normalmente com ácido sulfúrico) (CUIDADO - LIBERAÇÃO DE CIANETO DE HIDROGÊNIO ALTAMENTE TÓXICO) um precipitado de cianeto de hidrogênio.
- Com íons de cobre há precipitado de cianeto de cobre (I) e liberação de diciano (NC-CN) (CUIDADO - TÓXICO)
- O íon sódio pela cor amarela característica em chama (teste da chama).